# Весёлое (Краснодарский край)
Весёлое (Весёлое-Псоу) — село в Адлерском районе муниципального образования город-курорт Сочи Краснодарского края. Входит в состав Нижнешиловского сельского округа.

## География
Село расположено вдоль правого берега реки Псоу, на расстоянии 12 км от ж/д станции Адлер.

## История
В 2010 и 2011 годах экспедиция Института археологии РАН проводила археологические раскопки  в юго-западной части Имеретинской низменности, в зоне будущей олимпийской застройки. Был  раскопан и обследован храм  византийского периода. По всей вероятности, он был построен византийскими строителями из местного камня в IX–X веках. Специалисты относят его к распространённому в это время типу храмов типа «вписанный крест».

## Население
| 2002 | 2010  | 2021  |
| ---- | ----- | ----- |
| 4134 | ↗4140 | ↗5620 |

## Инфраструктура
На территории села расположен НИИ Медицинской приматологии РАМН. 

## Известные уроженцы
- Никифоров, Вячеслав Александрович (род. 1942) — советский, белорусский и российский кинорежиссёр. Заслуженный деятель искусств Белорусской ССР.